# كلود مكاي
كلود مكاي (بالإنجليزية: Claude McKay)‏ هو كاتب وشاعر جامايكي، ولد في 15 سبتمبر 1889 في أبرشية كلارندون في جامايكا، وتوفي في 22 مايو 1948 في شيكاغو في الولايات المتحدة بسبب نوبة قلبية.

## وصلات خارجية
- كلود مكاي على موقع الموسوعة البريطانية (الإنجليزية)
- كلود مكاي على موقع ميوزك برينز (الإنجليزية)
- كلود مكاي على موقع إن إن دي بي (الإنجليزية)
- كلود مكاي على موقع ديسكوغز (الإنجليزية)